# Фицрой, Джордж, 4-й герцог Графтон
Джордж Генри Фицрой (англ. George Henry FitzRoy; 14 января 1760, Лондон, Великобритания — 28 сентября 1844, Юстон, Саффолк, Великобритания) — британский аристократ, 4-й герцог Графтон, 4-й граф Юстон, 5-й граф Арлингтон, 4-й виконт Ипсуич, 5-й барон Арлингтон и 4-й барон Садбери с 1811 года (до этого носил титул учтивости граф Юстон), кавалер ордена Подвязки. В 1782—1811 годах заседал в Палате общин, был влиятельным политиком из партии вигов, другом Уильяма Питта-младшего.

## Биография
Джордж Фицрой родился 14 января 1760 года в Лондоне и стал старшим сыном Огастеса Фицроя, 3-го герцога Графтона, и его первой жены Энн Лидделл. При жизни отца он носил титул учтивости граф Юстон. Фицрой получил образование в школе Хэрроу и Тринити-колледже, Кембридж, где стал близким другом Уильяма Питта Младшего.
В 1782—1784 годах граф Юстон был членом Палаты общин от Тетфорда. В 1784 году он и Питт-Младший были избраны депутатами парламента от Кембриджского университета, причём Фицрой занимал это место, пока не сменил своего отца в качестве герцога и члена Палаты лордов в 1811 году. Первое время он принадлежал к партии тори и неизменно поддерживал Питта, но позже перешёл на сторону оппозиции. В верхней палате Фицрой выступал за проведение реформ, за гражданские и религиозные свободы. При этом по отношению к своим оппонентам и бывшим друзьям он всегда был максимально тактичен и вежлив.
В 1799 году Фицрой был назначен лордом-лейтенантом Саффолка, в 1803 — заместителем лорда-лейтенанта Нортгемптоншира. В 1834 году Фицрой стал кавалером ордена Подвязки. Он умер 28 сентября 1844 года в своём поместье Юстон в Саффолке.

## Семья

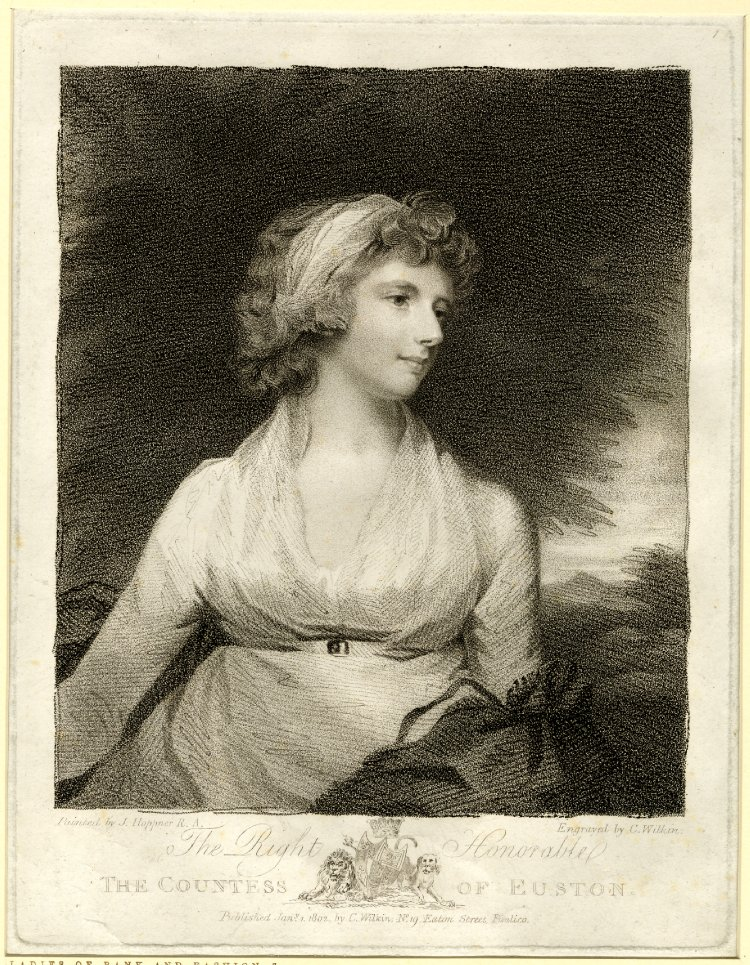
Шарлотта Мэри Уолдгрейв, супруга 4-го герцога Графтона. Художник Чарльз Уилкин.

16 ноября 1784 года Джордж Фицрой женился на Шарлотте Мэри Уолдгрейв (1761—1808), дочери Джеймса Уолдгрейва, 2-го графа Уолдгрейва, и Мэри Уолпол. В этом браке родились:
- Мэри Энн (1785—1855), жена сэра Уильяма Огландера, 6-го баронета[англ.][7][8];
- Джорджиана (1787—1855);
- Элизабет Энн (1788—1867), жена Джона Генри Смита[7][9];
- Генри (1790—1863), 5-й герцог Графтон[7];
- Чарльз[англ.] (1791—1865)[7][10];
- Изабелла Фрэнсис (1792—1875), жена Генри Джозефа Сент-Джона[7];
- Уильям (1794—1804);
- Хью Джордж (1795—1797)[11];
- Ричард (родился и умер в 1798);
- Ричард (1800—1801);
- Джеймс (1804—1834).